# 李广文 (1916年)
李广文（1916年1月—2010年6月），河北献县人，中华人民共和国政治人物。
1934年加入中国共产党。1938年8月，任冀鲁边区特委宣传部部长。1939年秋至1948年底，先后任鲁北地委书记、冀鲁边区三地委书记兼三军分区政委、渤海区一地委书记兼一军分区政委。
1949年中华人民共和国成立后曾担任中共山东分局组织部副部长、山东省委副书记兼青岛市委书记。1954年，当选第一届全国人民代表大会代表。后在中央党校工作。“文化大革命”期间曾进入中央文革宣传组，后因写“打倒康生”大字报等被作为“五一六”分子逮捕，关押于秦城监狱；文革结束后经重新审理得以平反。1980年出任北京农业大学（现中国农业大学）党委书记，1982年离休。